# أوسكار سالومون
أوسكار سالومون (بالإسبانية: Oscar Salomón) هو لاعب كرة قدم أرجنتيني، ولد في 1999 في سان ميغيل دي توكومان في الأرجنتين. لعب مع بوكا جونيورز.

## وصلات خارجية
- أوسكار سالومون على موقع قاعدة بيانات كرة القدم.إي يو (الإنجليزية)
- أوسكار سالومون على موقع Soccerway.com (الإنجليزية)